# AN/UYK-44
AN/UYK-44 — стандартный 16-битный компьютер ВМС США, разработанный для замены AN/UYK-20. Применяется как автономно, так и в составе аппаратуры, например, в многофункциональном дисплее AN/UYQ-34, гидролокаторах AN/SQS-53 и AN/SQQ-32. Система команд соответствует компьютеру AN/AYK-14.

## История
В качестве стандартного мини-компьютера для ВМС США UYK-44 испытывал сильную конкуренцию со стороны компьютеров корпорации IBM. Обе фирмы получили контракты на создание прототипа в сентябре 1980 года. В конкурсе, который завершился в марте 1983 года победила корпорация Sperry Corporation.
По словам ответственных лиц подрядчика работ, контракт на разработку компьютера, предусматривающий проведение научно-исследовательских и опытно-конструкторских работ на сумму $324 млн был получен Sperry Corporation тогда же в 1983 г.
UYK-44 применяется в ВМС некоторых стран-союзников США, в том числе Японии. Фирмы Raytheon, General Electric и Microlithics лицензированы в качестве поставщиков полупроводниковой памяти для UYK-44.

## Описание
В качестве ОЗУ использует как память на ферритовых сердечниках, так и полупроводниковую память. Последняя может применяться в трёх конфигурациях: 8×64K слов (512К слов), 8×256K слов (2М слов), 4×1М слов (4М слов). Увеличение объёма памяти приводит к уменьшению производительности: Модули памяти 64K имеют цикл 120 нс, модули 256К — 250 нс, модули 1М — 350 нс.
Центральный процессор прямо адресует 64 К слов памяти. Для увеличения адресуемой памяти используются четыре набора регистров памяти, по 64 регистра ёмкостью 1 К слов в каждом наборе.
UYK-44 с расширенной памятью EMR (Expanded Memory Reach) имеет большую адресуемую память за счёт разделения адресных пространств программ и данных. С помощью EMR компьютер адресует 256 групп по 64 страницы программной памяти и столько же групп памяти данных. Объём каждой страницы 1 К слов, полный объём адресуемой памяти — по 16 М слов программ и данных. Четыре 64-страничные группы памяти данных зарезервированы под ввод-вывод. EMR включается в состав компьютеров как стандартное средство с августа 1989 года. Это потребовало расширить набор команд процессора на 20 единиц.

## Модернизация
С декабря 1988 года проводилась программа модернизации действующих компьютеров, включавшая установку в 5–6 раз более производительного процессора и улучшенную память. Модернизация проводилась с целью привести параметры компьютера в соответствие с требованиями программы AN/SQQ-89. Модернизированный компьютер с маркировкой UYK-44EP поставляется с ноября 1988 года. Компьютер может работать в 16- и 32-разрядном режимах, адресуя в обоих режимах 8 Мбайт памяти, сконфигурированной по соответствующей длине слова. С использованием страничной адресации память расширяется до 32 Мбайт. Две процессорные платы UYK-44EP заменяют девять плат UYK-44. В системе команд процессора появились новые команды, которые позволяют эмулировать компьютеры AN/UYK-20, AN/UYK-502, AN/AYK-14 и AN/UYK-44. Процессорная плата имеет кэш-память объёмом 64 кбайт и 32 кбайта перепрограммируемой постоянной памяти с ультрафиолетовым стиранием для микрокода. Производительность нового процессора — 5 млн. оп/с.
Дальнейшее совершенствование компьютера связано с его преобразованием в открытую систему. Прототип UYK-44 OSM (Open System Module) продемонстрирован в декабре 1992 года.

## Характеристики
Компьютер AN/UYK-44 обладал следующими характеристиками:
- Разрядность — 16 бит
  - с контрольными разрядами — 22 бит
- Объём памяти
  - на ферритовых сердечниках — 256 К слов (512 кбайт)
  - полупроводниковая — до 4 М слов (8 Мбайт)
- Производительность:
  - с модулями памяти 64 К — 0,930 млн. оп/с
  - с модулями памяти 256 К — 0,934 млн. оп/с
  - с модулями памяти 1 М — 0,894 млн. оп/с
  - модель UYK-44EP — 5 млн. оп/с
- Цикл:
  - модуль памяти 64 К — 120 нс
  - модуль памяти 256 К — 250 нс
  - модуль памяти 1 М — 350 нс
- Каналов ввода-вывода — 16

## Примечание
1. 1 2  Shaw, Linda S. ; Knopf, Jeffrey W. ; Bertsch, Kenneth A. Stocking the Arsenal: a guide to the nation’s top military contractors.  (англ.) — Washington, D.C.: Investor Responsibility Research Center, 1985. — P.119 — 207 p. — ISBN 0931035-01-5.
2. 1 2 3 4 5 6 7 8 9 10 11 12 13 14  Norman Friedman. The Naval Institute guide to world naval weapons systems, 1997-1998. — Naval Institute Press, 1997. — 808 p. — ISBN 1557502684, 9781557502681.. Архивировано 19 сентября 2018 года.